# Београдски фестивал пива
Београдски фестивал пива (engl. Belgrade Beer Fest) пивско-музички је фестивал који се сваког лета одржава у Београду, главном граду Србије. Основан је 2003. године и првобитно се одржавао у другој половини августа, у организацији Београдске културне мреже. Један је од најпосећенијих фестивала како у Србији тако и у целој југоисточној Европи. Годишње га посети око 500.000 људи, а рекорд је забалежен 2010. године, када је фестивал посетило 900.000 људи. Првих пет издања фестивала приређено је на Калемегдану. Године 2008. фестивал је пресељен на Ушће. Траје четири или пет дана и нуди разноврстан музички програм, велики избор пива и забаву. Осим домаћих љубитеља пива, највише их долази са простора бивше Југславије.
Град Београд и Туристичка организација Београда препознали су Београдски фестивал пива као изузетан догађај за туризам српске престонице.

## Признања
Фестивал је добитник неколико признања:
- Препорука британског листа The Independent: уврстио га је међу 20 светских догађаја које треба посетити (2005).
- Ушао је и у књигу професора Дениса Вилкокса Public Relations: Strategies and Tactics као јединствен пример промоције градова.
- Награда маркетиншког часописа Taboo за маркетиншки догађај године (2009).[6]

## Досадашња издања фестивала

### Калемегдан (Доњи град)(2003—2007)
| 2003. (1) | 21—24. август | Психомодо поп · Нено Белан и Фјуменс · Хладно пиво · · Со Саби · · ...                                                             | [ 7 ]  |  |  |
|           |               | |        |  |  |
| 2004. (2) | 19. август    | · Скво · Повратак отписаних · · Хладно пиво · · Фар ·                                                                              | [ 8 ]  |  |  |
| 2004. (2) | 20. август    | Краљевски апартман · · Урбан пулс · · Саша Локнер и бенд · Калумет · ди-џеј Марко Настић · ди-џеј Анџела Флејм · ди-џеј Изи Ти     | [ 8 ]  |  |  |
| 2004. (2) | 21. август    | Рефлекс (Остатак програма је отказано, јер се конструкција фестивалске бине срушила након наступа групе Рефлекс због невремена)    | [ 8 ]  |  |  |
| 2004. (2) | 22. август    | Програм је отказан због невремена које је погодило Београд и порушило конструкцију фестивалске бине.                               |        |  |  |
|           |               | |        |  |  |
| 2005. (3) | 17. август    | Чикине бомбоне · · Сирова кожа · Прљави инспектор Блажа и Кљунови ·                                                                | [ 10 ] |  |  |
| 2005. (3) | 18. август    | Магма · Пера ложач и његова клика · · Тања Јовићевић · Дарко Рундек · Делча и склекови · Зона Б · Рефлекс                          | [ 10 ] |  |  |
| 2005. (3) | 19. август    | Краљевски апартман · Најда и Гале ·                                                                                                | [ 10 ] |  |  |
| 2005. (3) | 20. август    | Фар · · Со Саби · · | [ 10 ] |  |  |
| 2005. (3) | 21. август    | · — нови оптимизам | [ 10 ] |  |  |
|           |               | |        |  |  |
| 2006. (4) | 16. август    | Шинобуси · Звонко Богдан · Плава трава заборава · Шукар · Со Саби ·                                                                | [ 11 ] |  |  |
| 2006. (4) | 17. август    | Национална класа · 357 · Атомско склониште ·                                                                                       | [ 11 ] |  |  |
| 2006. (4) | 18. август    | · Омар · · Урбан · Електрични оргазам · Луис                                                                                       | [ 11 ] |  |  |
| 2006. (4) | 19. август    | · Нова култура · · · Суперхикс · Рамбо Амадеус · Забрањено пушење ·                                                                | [ 11 ] |  |  |
| 2006. (4) | 20. август    | · | [ 11 ] |  |  |
|           |               | |        |  |  |
| 2007. (5) | 15. август    | · Ђура и морнари · Никола Чутурило · Прљави инспектор Блажа и Кљунови · Нено Белан и Фјуменс · Луис ·                              | [ 12 ] |  |  |
| 2007. (5) | 16. август    | Друштво скривених талената · Леонардо · · Осми путник · Дан Д · група · Влатко Стефановски · Ватрени пољубац · Деца лоших музичара | [ 12 ] |  |  |
| 2007. (5) | 17. август    | Александра · · Кристали · Најда и Гале · Психомодо поп · Фолтин · · Краљевски апартман                                             | [ 12 ] |  |  |
| 2007. (5) | 18. август    | Човек без слуха · · Со Саби | [ 12 ] |  |  |
| 2007. (5) | 19. август    | Штука · Зона Б · и Дени Шепард ·                                                                                                   | [ 12 ] |  |  |

### Ушће(2008—данас)

#### 2008—2019.
| 2008. (6)  | 20. август | Шанк Рок · КУД Идијоти · Драгољуб Ђуричић и бубњари · Прљави инспектор Блажа и Кљунови · Луис · Салса и Пунто | [ 13 ] |  |  |
| 2008. (6)  | 21. август | · Канда, Коџа и Небојша · Генерација 5 · Филм · Дубиоза колектив · Атомско склониште · | [ 13 ] |  |  |
| 2008. (6)  | 22. август | Мементо · · Галија · Кирил Џајковски · Седрик Жерве · ди-џеј Тимо Мас | [ 13 ] |  |  |
| 2008. (6)  | 23. август | · Горибор · Дадо Топић & · | [ 13 ] |  |  |
| 2008. (6)  | 24. август | Шмајсер · Оружјем противу отмичара · Нервозни поштар · Врело · Архангел · | [ 13 ] |  |  |
|            |            | |        |  |  |
| 2009. (7)  | 12. август | · Самостални референти · Звонко Богдан · · Стрип · · | [ 14 ] |  |  |
| 2009. (7)  | 13. август | · Ођила · Дивље јагоде · Рамбо Амадеус · Лету штуке · Есма Реџепова | [ 14 ] |  |  |
| 2009. (7)  | 14. август | Погон БГД · · Ватра · · Александра Пилева · Психомодо поп · () | [ 14 ] |  |  |
| 2009. (7)  | 15. август | Исток · · · Тони Китановски & Черкези оркестар · · Лет 3 · | [ 14 ] |  |  |
| 2009. (7)  | 16. август | Вибратор у рикверц · · Магма · Валентино · Влатко Стефановски · Кики Лесендрић и Пилоти | [ 14 ] |  |  |
|            |            | |        |  |  |
| 2010. (8)  | 18. август | Инстант карма · · Зденка Ковачичек (трибјут Џенис Џоплин) · Ана Поповић · Партибрејкерс · Кирил Џајковски · Бени Бенаси | [ 15 ] |  |  |
| 2010. (8)  | 19. август | СуперВајБ · Зона Б · Легенде · Јурица Пађен и Аеродром · Рибља чорба · Прљави инспектор Блажа и Кљунови · С.А.Р.С. · Кал | [ 15 ] |  |  |
| 2010. (8)  | 20. август | · Панкрти · Бајага и инструктори · · Скроз | [ 15 ] |  |  |
| 2010. (8)  | 21. август | Прилично празни · · група · Луис | [ 15 ] |  |  |
| 2010. (8)  | 22. август | · Биља Крстић и Бистрик оркестар · Дејан Цукић · Нено Белан и Фјуменс · | [ 15 ] |  |  |
|            |            | |        |  |  |
| 2011. (9)  | 17. август | Шинобуси · Васил Хаџиманов бенд · · Манга · · Рибља чорба · · Марк Најт | [ 16 ] |  |  |
| 2011. (9)  | 18. август | Звонко Богдан · и ди-џеј Грувиман · · Гоблини · | [ 16 ] |  |  |
| 2011. (9)  | 19. август | Гарави сокак · Свременаши · С.А.Р.С. · Дубиоза колектив · Кербер · Атомско склониште | [ 16 ] |  |  |
| 2011. (9)  | 20. август | · Земља грува! · Јура Стублић и Филм · Ули Џон Рот · Борис Лајнер и поздрав Азри · Трубачи Дејана Петровића | [ 16 ] |  |  |
| 2011. (9)  | 21. август | Етар · · Сви на под! · Сања Илић и Балканика · Кики Лесендрић и Пилоти | [ 16 ] |  |  |
|            |            | |        |  |  |
| 2012. (10) | 14. август | · Тони Монтано · Кики Лесендрић и Пилоти · Електрични оргазам · Плејбој · Вампири | [ 17 ] |  |  |
| 2012. (10) | 15. август | Аман заман · · Обојени програм · Хладно пиво · Влатко Стефановски · Рамбо Амадеус | [ 17 ] |  |  |
| 2012. (10) | 16. август | Импулс · · Ритам нереда · Зоран Предин & · Галија · Дадо Топић и · Психомодо поп · Пекиншка патка | [ 17 ] |  |  |
| 2012. (10) | 17. август | Нијагара · ВеТО! · Биља Крстић и Бистрик оркестар · Плави оркестар · група · Забрањено пушење · Прљави инспектор Блажа и Кљунови ·                                                                                                   | [ 17 ] |  |  |
| 2012. (10) | 18. август | · Црвена јабука · Кирил Џајковски · Пит Тонг | [ 17 ] |  |  |
| 2012. (10) | 19. август | · Зона Б · Ђура и морнари · Валентино · Партибрејкерс · | [ 17 ] |  |  |
|            |            | |        |  |  |
| 2013. (11) | 14. август | Ућути пас · · Звонко Богдан · Масимо Савић · Атомско склониште · | [ 18 ] |  |  |
| 2013. (11) | 15. август | Меда, вук и Сандокан · · Сирова кожа · Осми путник · Рибља чорба · Феуд · Ален Исламовић & Кад би био бијело дугме · Генерација 5 | [ 18 ] |  |  |
| 2013. (11) | 16. август | · Бранимир и непријатељи · Бјесови · Кербер · Дубиоза колектив · Бабе · и Џена Џи | [ 18 ] |  |  |
| 2013. (11) | 17. август | · Бајага и инструктори · Деца лоших музичара · Трубачи Бобана Марковића | [ 18 ] |  |  |
| 2013. (11) | 18. август | Легенде · Дејан Цукић и Спори ритам бенд · Партибрејкерс · | [ 18 ] |  |  |
|            |            | |        |  |  |
| 2014. (12) | 13. avgust | · Парни ваљак · Си Ло Грин · | [ 19 ] |  |  |
| 2014. (12) | 14. август | Страх од Џеки Чена · Гарави сокак · Бајага и инструктори · | [ 19 ] |  |  |
| 2014. (12) | 15. август | · Балканика · Плави оркестар · Гоблини · Дарен Емерсон | [ 19 ] |  |  |
| 2014. (12) | 16. август | · Канда, Коџа и Небојша · Хладно пиво · Прљави инспектор Блажа и Кљунови · Едо Маајка · Трубачи Дејана Петровића | [ 19 ] |  |  |
| 2014. (12) | 17. август | · Биља Крстић и Бистрик оркестар · група · С.А.Р.С. | [ 19 ] |  |  |
|            |            | |        |  |  |
| 2015. (13) | 19. август | Шинобуси · Никола Врањковић · Нено Белан и Фјуменс · Рибља чорба · ди-џеј Роџер Санчез | [ 20 ] |  |  |
| 2015. (13) | 20. август | Болесна штенад · · Бабе | [ 20 ] |  |  |
| 2015. (13) | 21. август | Ничим изазван · Легенде · Кристали · Кербер · Самостални референти · Бркови | [ 20 ] |  |  |
| 2015. (13) | 22. август | Дингоспо Дали · Вампири · Галија · · Даворин и Боговићи · | [ 20 ] |  |  |
| 2015. (13) | 23. август | Артан Лили · Неверне бебе · Кики Лесендрић и Пилоти & · ди-џеј Санди Ривера | [ 20 ] |  |  |
| 2015. (13) | 24. август | Меце · Земља грува! · Валентино · Владо Георгиев · група | [ 20 ] |  |  |
|            |            | |        |  |  |
| 2016. (14) | 17. август | · Електро квартет · · Елементал · Лет 3 · Џејм Бравн | [ 21 ] |  |  |
| 2016. (14) | 18. август | Еволуција · Ларска · Ирвас · · Дегенеза · Звонко Богдан · Бајага и инструктори · Коља и гробовласници · група · ЗАА | [ 21 ] |  |  |
| 2016. (14) | 19. август | · Данило Петровић трио · · Дубиоза колектив · | [ 21 ] |  |  |
| 2016. (14) | 20. август | · Биља Крстић и Бистрик · С.А.Р.С. · Ватрени пољубац · Влатко Стефановски · Бане Лалић и МВП | [ 21 ] |  |  |
| 2016. (14) | 21. август | · Џон Вејн · Свременаши · Масимо Савић · Психомодо поп · Ритам нереда | [ 21 ] |  |  |
|            |            | |        |  |  |
| 2017. (15) | 16. август | Вива вопс · Клуз · · (Ђорђе Давид) · · Стерео банана · Галија | [ 22 ] |  |  |
| 2017. (15) | 17. август | · Синдром · Мортал комбат · Рибља чорба · Директори · Самостални референти · | [ 22 ] |  |  |
| 2017. (15) | 18. август | · Шкртице · Хладно пиво · Забрањено пушење · Бркови · Кирил Џајковски · | [ 22 ] |  |  |
| 2017. (15) | 19. август | · Време чуда · Ничим изазван · Дарко Рундек · Гоблини · С.А.Р.С. · Кербер · | [ 22 ] |  |  |
| 2017. (15) | 20. август | · Јурка · · Плави оркестар — гости: Бранко Ђурић Ђуро и Роберто Мањифико · Кал | [ 22 ] |  |  |
|            |            | |        |  |  |
| 2018. (16) | 15. август | Аеродром · Рибља чорба · Партибрејкерс · Рошин Марфи · · М.О.Р.Т. | [ 23 ] |  |  |
| 2018. (16) | 16. август | · Др Неле Карајлић · Никола Чутурило · Римљани ите дома · Попечитељи · Зостер · Ђорђе Миљеновић | [ 23 ] |  |  |
| 2018. (16) | 17. август | · Вива вопс · група · Дејан Петровић · Гоблини · Исказ · · Сања Тишма & Маса · Ватра · · Екс Револвери · Обојени програм · Лету штуке · Н.Б.Г.                                                                                       | [ 23 ] |  |  |
| 2018. (16) | 18. август | Ђорђе Давид · Лет 3 · ВИС Лимунада · Зона Б · Нежни Далибор · Шанк · Канда, Коџа и Небојша | [ 23 ] |  |  |
| 2018. (16) | 19. август | · Фрајле · Неверне бебе · Кики Лесендрић и Пилоти · Прљави инспектор Блажа и Кљунови · Алеја великана · Гиле & · Велики презир · · Болесна штенад                                                                                    | [ 23 ] |  |  |
|            |            | |        |  |  |
| 2019. (17) | 15. август | Дејан Цукић · Артан Лили · Кербер · група · · Младен Пецовић · Аутопарк · Плејбој · Никола Врањковић · Логичка грешка · · · Болесна штенад · ·                                                                                       | [ 24 ] |  |  |
| 2019. (17) | 16. август | · Бркови · Електрични оргазам · Бјесови · Војко В · Краљ Чачка · Велики презир · Обојени програм · Ђорђе Миљеновић · · Сиктер · Шаблон · Одговор · Драм · · Синдром · Верица Маринковић · · · Маера                                  | [ 24 ] |  |  |
| 2019. (17) | 17. август | · Биља Крстић и Бистрик · Прљави инспектор Блажа и Кљунови · Урбан & 4 · Зона Б · · Којоти · Зостер · Горан Трајковски · Човек без слуха · Љубичице · Бохемија · Буч Кесиди · Визељ · · Реци цимет · Ларска · Вива вопс · Кора ·     | [ 24 ] |  |  |
| 2019. (17) | 18. август | Елементал · Тап 011 · Атомско склониште · Бомбај штампа · Никола Чутурило · Маика · · Фит · Нежни Далибор · Брат · Кика · Супернаут · Сана Гарић · Огењ · · Рок у поноћ · Кени није мртав · Дингоспо Дали · · Слонз                  | [ 24 ] |  |  |
| 2019. (17) | 19. август | Марко Луис · Ајс Нигрутин и Тимбе · Мајке · Канда, Коџа и Небојша · Хаџи продане душе · Звук улице · · Директори · Вирвел · Туристи · Мајдан · · Самостални референти · Џа или Бу · Сања Тишма · · · Лагана среда · 5 минута славе · | [ 24 ] |  |  |

#### 2020—данас
| 2020.      | Осамнаесто издање фестивала првобитно је било заказано за август 2020. године, али није могло да буде одржано у том термину због пандемије ковида 19. | Осамнаесто издање фестивала првобитно је било заказано за август 2020. године, али није могло да буде одржано у том термину због пандемије ковида 19.            | [ 25 ]               |  |  |
|            | | |                      |  |  |
| 2021. (18) | 18. август | Тап 011 · Бијело дугме · Галија · Прљави инспектор Блажа и Кљунови · Кени није мртав · Звонцекова биљежница · · КБО! · Н.Б.Г.                                    | [ 26 ]               |  |  |
| 2021. (18) | 19. август | Марчело · · Мореуз · Кербер · Балканика · Репетитор · Скордисци · · Самостални референти ·                                                                       | [ 26 ]               |  |  |
| 2021. (18) | 20. август | Тања Јовићевић и бенд · Обојени програм · С.А.Р.С. · Ритам нереда · Исказ · Јорговани · Кристали                                                                 | [ 26 ]               |  |  |
| 2021. (18) | 21. август | · Електрични оргазам · Дивље јагоде · група · Неверне бебе · Никола Врањковић · 77 · Попечитељи · Вуча микрокозма ·                                              | [ 26 ]               |  |  |
| 2021. (18) | 22. август | Ђура и морнари · Канда, Коџа и Небојша · Кики Лесендрић и Пилоти · Атомско склониште · Никола Чутурило · Артан Лили · Зона Б · Бјесови · Деца лоших музичара     | [ 26 ]               |  |  |
|            | | |                      |  |  |
| 2022. (19) | 18. август | Томи Емануел · Бајага и инструктори · Хладно пиво · Време чуда · Бијело дугме трибјут · ·                                                                        | [ 27 ] [ 28 ]        |  |  |
| 2022. (19) | 19. август | Деца лоших музичара · Масимо Савић · · Лука Рајић · Џепови · Атомско склониште ·                                                                                 | [ 27 ] [ 28 ]        |  |  |
| 2022. (19) | 20. август | Освајачи · Психомодо поп · Збогом Брус Ли · Рок апотека · · Прљави инспектор Блажа и Кљунови ·                                                                   | [ 27 ] [ 28 ]        |  |  |
| 2022. (19) | 22. август | · Констракта и Земља грува! · · Ослободиоци · · 5 минута славе                                                                                                   | [ 27 ] [ 28 ]        |  |  |
|            | | |                      |  |  |
| 2023. (20) | 17. јун | Бомбај штампа · Партибрејкерс · Репетитор · Бели багреми · · Кени није мртав · Нафта · Андрејин крст                                                             | [ 29 ] [ 30 ] [ 31 ] |  |  |
| 2023. (20) | 18. јун | Зостер · Ана Руцнер и оркестар Елвиса Бајрамовића · Тони Цетински · Ана Поповић · · Лапландер · 5 минута славе · Епилог · · Монах · Ненад Пагонис · Багремов мед | [ 29 ] [ 30 ] [ 31 ] |  |  |
| 2023. (20) | 19. јун | Бојана Вунтуришевић · Коикои | [ 29 ] [ 30 ] [ 31 ] |  |  |
| 2023. (20) | 20. јун | Краљ Чачка · Атомско склониште · Кербер · Бркови · Обојени програм · Убили су батлера · · Визељ                                                                  | [ 29 ] [ 30 ] [ 31 ] |  |  |
|            | | |                      |  |  |
| 2024. (21) | 20. јун | Јарболи · Галија · Дубиоза колектив · · Плус1 · · |                      |  |  |
| 2024. (21) | 21. јун | Канда, Коџа и Небојша · С.А.Р.С. · Београдски синдикат · Прото тип · Газорпазорп · Шајзербитерлемон · Турбо транс туристи · ·                                    |                      |  |  |
| 2024. (21) | 22. јун | · Смак+ · Електрични оргазам · Кербер · Гоблини · Драм · · Шахт · Епилог                                                                                         |                      |  |  |
| 2024. (21) | 23. јун | Лет 3 · Освајачи · група · Неверне бебе · Мали демон · Михаило Татић · Ђирика · Шкофја Лока · Збогом Брус Ли ·                                                   |                      |  |  |